# Johannes Antonides van der Linden

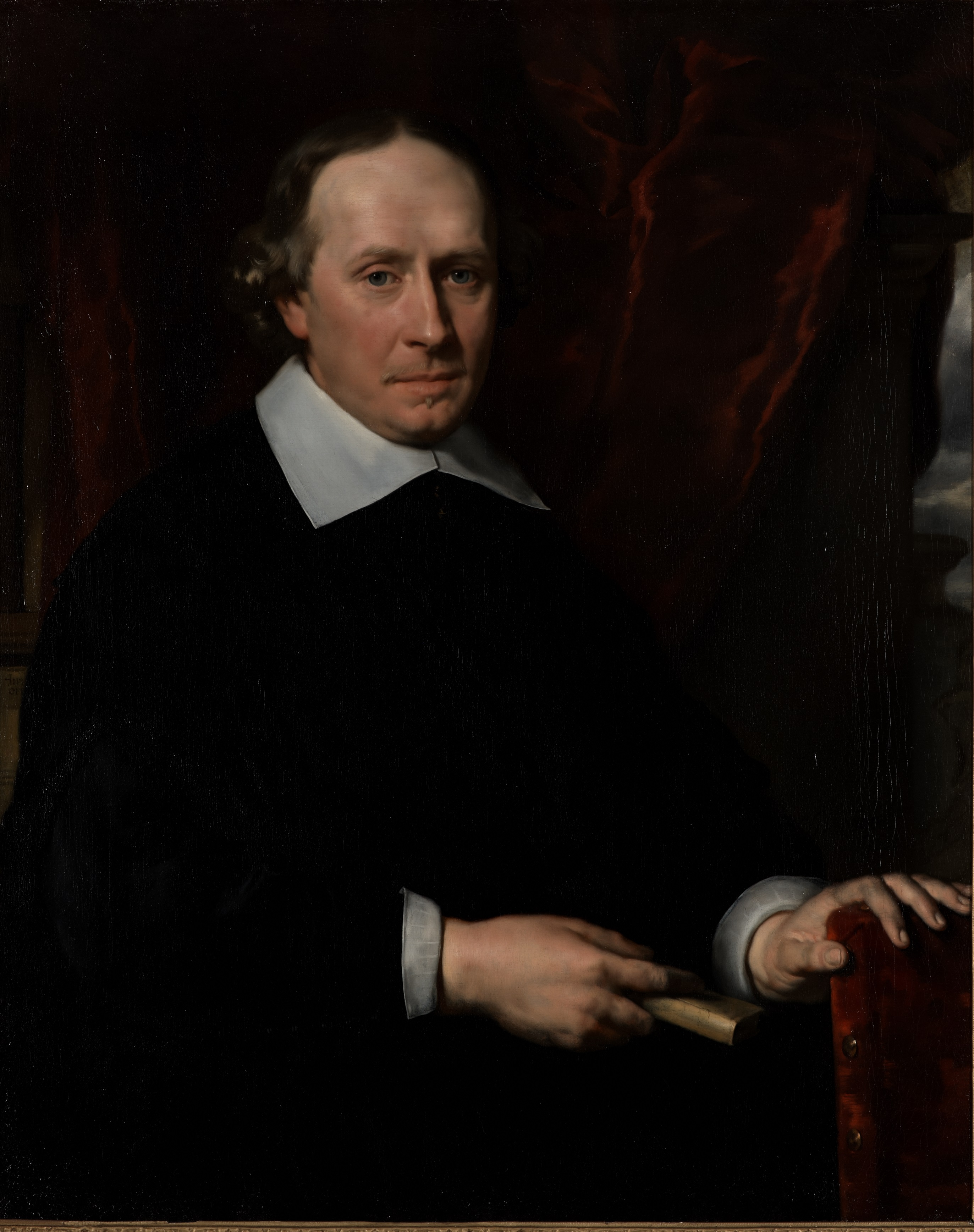
Johannes Antonides van der Linden

Johannes Antonides van der Linden, auch: Lindanus, Jan Antonides van der Linden; (* 13. Januar 1609 in Enkhuizen; † 5. März 1664 in Leiden) war ein niederländischer Mediziner, Botaniker und Bibliothekar.

## Leben
Johannes Antonides van der Linden war der Sohn des Arztes und Rektors der Lateinschule Antonius Hendrikszoon van der Linden (* um 1570/1571; † 6. Februar 1633), und Enkel des Franeker Professors Heinrich Anton Nerdenus (* 13. Februar 1546 Naarden; † 14. März 1614 in Franeker), der sich den Gelehrtennamen von der Linden zugelegt hatte. Er besuchte anfänglich die Lateinschule seines Heimatorts, kam im Alter von 10 Jahren zu seinem Onkel Hermann Antonides nach Naarden, zog aber zwei Jahre später wieder zurück nach Enkhuizen, wo er die Schule unter dem damaligen Rektor Willem van Nieuwenhuizen frequentierte. Am 23. Oktober 1625 immatrikulierte er sich an der Universität Leiden und absolvierte anfänglich Studien zur Naturkunde und Philosophie unter Gilbert Jachaeus (1578–1628) und Franco Petri Burgersdijk.
Später wendete er sich medizinischen Studien zu, wozu er die Vorlesungen von Otto Heurnius, Ewaldus Schrevelius, Adrian van Falkenburg (1581–1650) und Adolphus Vorstius besuchte. Vier Jahre später wechselte er die Hochschule und zog an die Universität Franeker, wo er sich am 2. Dezember 1629 in die Matrikel der Hochschule einschrieb. Nach einiger Zeit eines fortgesetzten Studiums unter Menelaus Winsemius (1591–1639), promovierte er am 19. Oktober 1630 mit der Abhandlung De virulentia venerea zum Doktor der Medizin. 1631 begab er sich nach Amsterdam, wo er bei seinem Vater in der Praxis arbeitete. Hier konnte er in der umfangreichen Bibliothek seines Vaters seine Studien fortsetzen und wurde ein guter Freund von Nicolaes Tulp. Eine Frucht seiner Studien war das Buch De scriptis medicis libri duo. Er stand hoch im Ansehen in Amsterdam und wurde 1637 Inspektor des medizinischen Kollegiums daselbst.
Im August 1639 erfolgte eine Berufung zum Professor der Anatomie und Botanik an die Universität Franeker. Am 26. November 1639 hielt er seine Einführungsrede De medico futuro necessariis. Während seiner zwölfjährigen Amtszeit in Franeker führte er Leichensektionen durch, war 1643/1644 Rektor der Hochschule und wurde 1648 Bibliothekar in Franeker. Nachdem van der Linden 1649 einen Ruf an die Universität Utrecht abgelehnt hatte, erfolgte am 9. Februar 1651 eine erneute Berufung an die Universität Leiden zum Professor für praktische Medizin. Diese Stellung trat er am 9. März 1651 an und hielt am 17. Juni seine Einführungsrede. Als Leiter der Leidener Universitätsklinik arbeitete er auch mit Franciscus Sylvius zusammen und übernahm nach dem Tod Albert Kypers 1655/1656 das Rektorat der Alma Mater. Linden, ein großer Verehrer des Hippokrates und Aristoteles, scheint in späteren Lebensjahren auch ein Interesse an der Philosophie des René Descartes entwickelt zu haben.
Er hatte sich 1634 in Amsterdam mit Helena Grondt verheiratet. Aus der Ehe gingen sieben Kinder, fünf Töchter und zwei Söhne, hervor.

## Schriften
- Universae medicinae compendium, quinque centuriis, sub clypeo clariss. viri D. Menelai Winshemii, Med. Doct., et in illustri Fris. Acad. ejusdem Facult. et Anatomes Prof., publico examini decem Disp. propositum. Addita est centuria inaugural. Posit. Medico-Pract. de Virulentiâ venereâ, ibidem proposita et defensa ad .... Franeker 1630.
- Munud. ad Med. Amsterdam 1637, Löwen 1639
- De scriptis medicis libri duo. Amsterdam 1637 (Online), 1651, 1662 (Online), Nürnberg 1682, 1686 (Online)
- Medulla Med., partibus quatuor comprehensa, T. I. Franeker 1642, Amsterdam 1645, Franeker 1648
- Med. Physiol. novâ curatâque methodo ex optimis quibusque Auct. contr., et propriis observat. locupletatz. Amsterdam 1655
- Dissert. de lacte met de beide dissertaties van Antonius Deusingius. de motu Cordis et Sanguinis, et de Lacte. Groningen 1656
- Selecta Medica, et ad ea Exercit. Leiden 1656
- Cornelii Celsi de Med. libri octo,recogniti et editi. Leiden 1656, 1665
- De Hemicrania menstrua, Hist. et Consil. Leiden 1668
- Meletemata med. Hippocraticae. Leiden 1660, Franeker 1672
- Hippocrates, de circuitu sanguinis. Leiden 1661
- Magni Hippocratis Coi Opera Omnia. Graece et Latine Edita. Et ad omnes Editiones accommodata. Leiden 1665.